# Iolaus eurisus
Iolaus eurisus är en fjärilsart som beskrevs av Pieter Cramer 1779. Iolaus eurisus ingår i släktet Iolaus och familjen juvelvingar. Inga underarter finns listade i Catalogue of Life.

## Bildgalleri

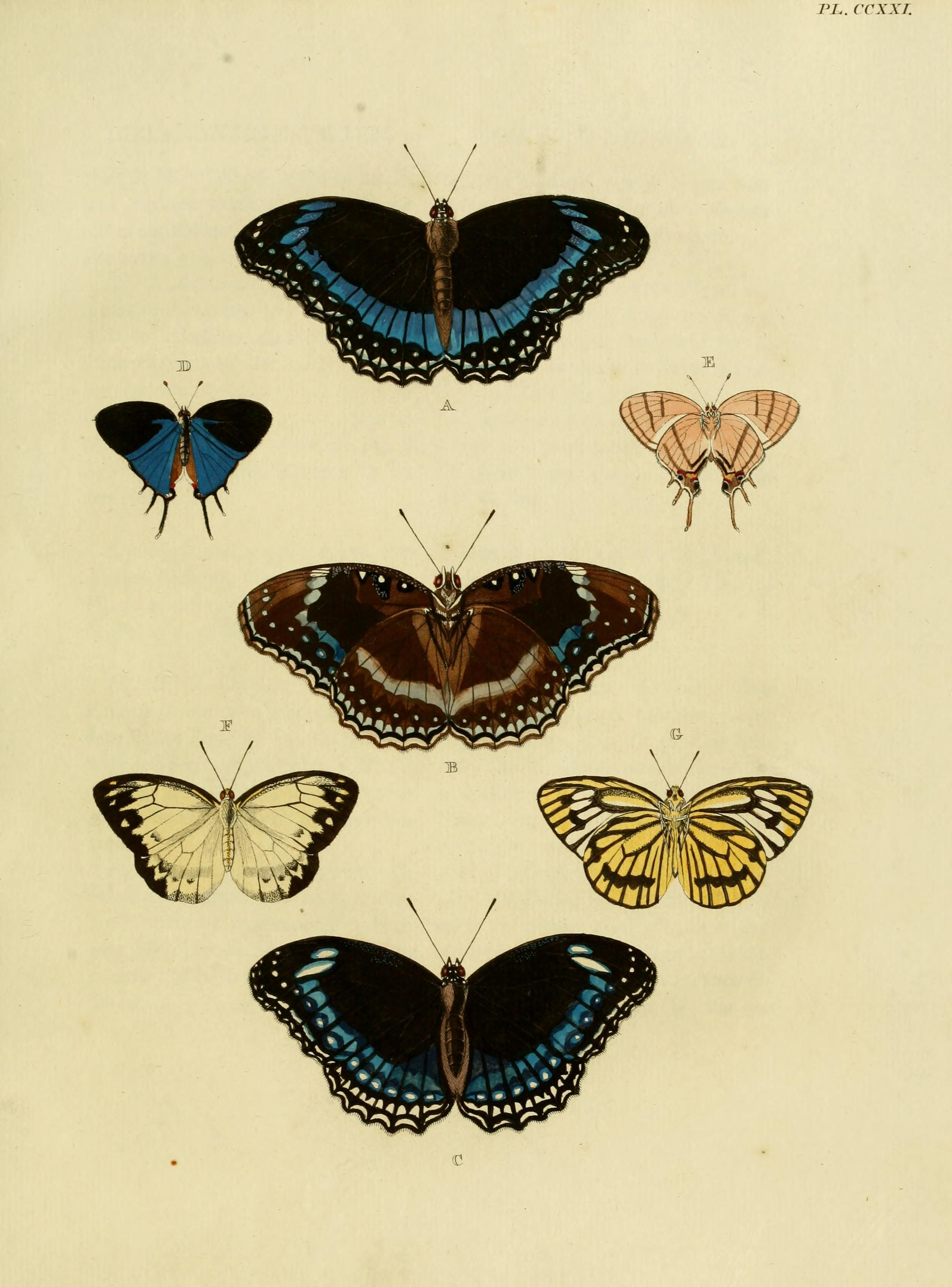
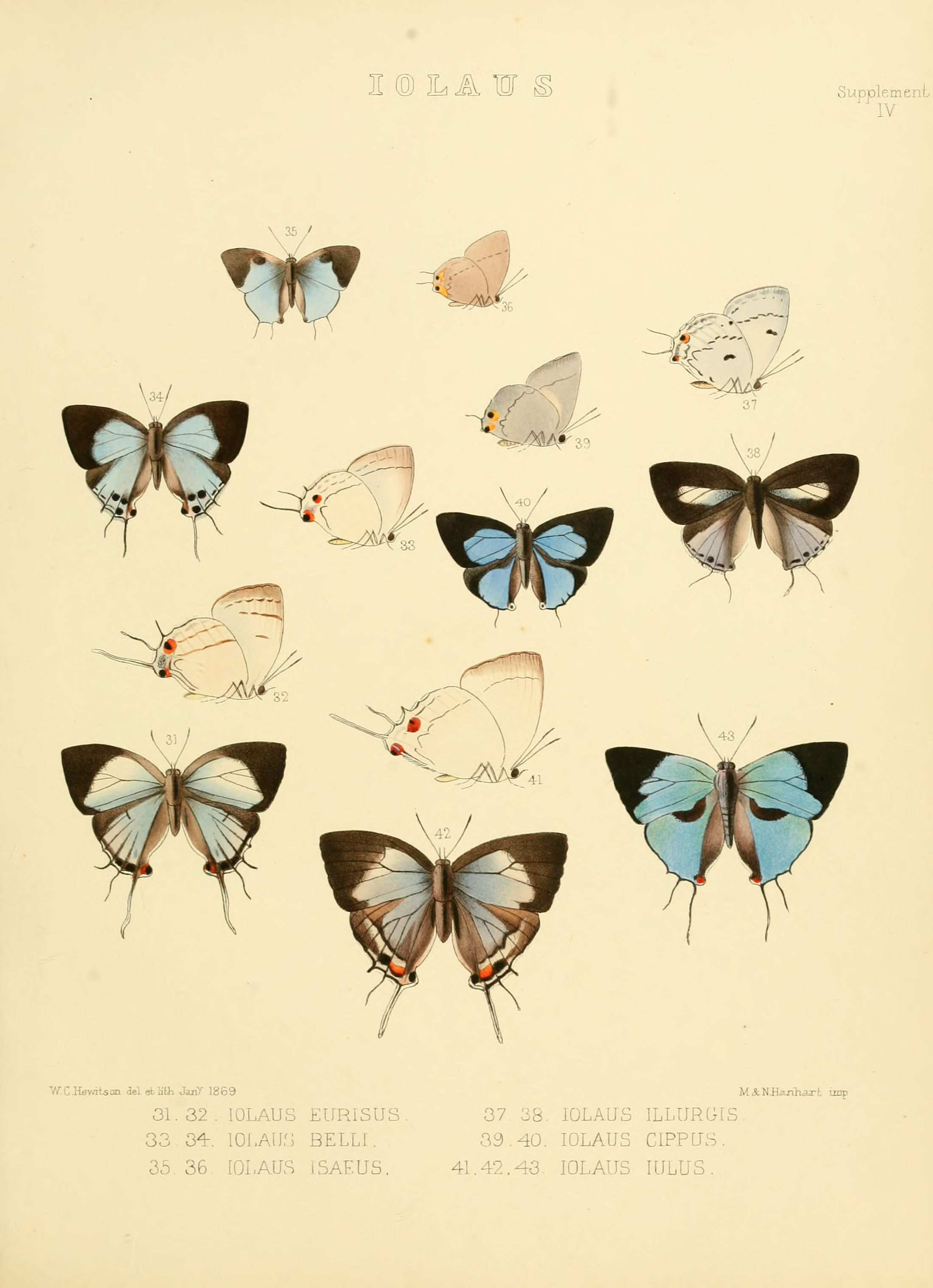
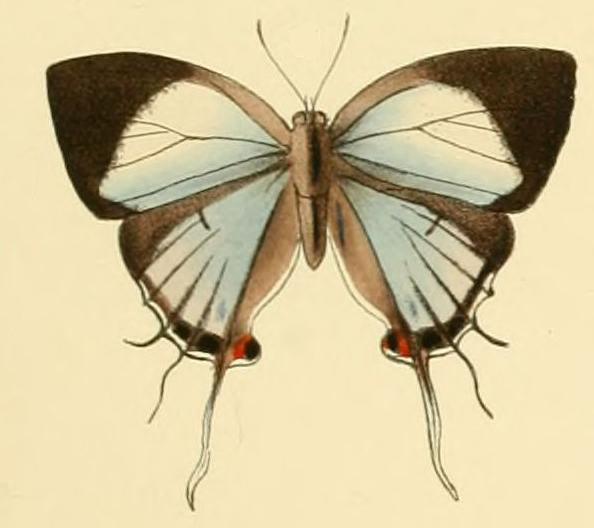